# 都市緑地法
都市緑地法（としりょくちほう、昭和48年9月1日法律第72号）は、都市公園法その他の都市における自然的環境の整備を目的とする法律と相まって、良好な都市環境の形成を図ることに関する法律である。制定時の名称は都市緑地保全法だったが、2004年の都市緑地保全法等の一部を改正する法律の施行に伴い、現行の名称に改称された。

## 目的
都市における緑地の保全及び緑化の推進に関し必要な事項を定めることにより、都市公園法その他の都市における自然的環境の整備を目的とする法律と相まって、良好な都市環境の形成を図り、もって健康で文化的な都市生活の確保に寄与することを目的とする。

## 構成
- 第一章　総則（第一条―第三条）
- 第二章　緑地の保全及び緑化の推進に関する基本計画（第四条）
- 第三章　緑地保全地域等 
  - 第一節　緑地保全地域（第五条―第十一条）
  - 第二節　特別緑地保全地区（第十二条―第十九条）
  - 第三節　地区計画等の区域内における緑地の保全（第二十条―第二十三条）
  - 第四節　管理協定（第二十四条―第三十条）
  - 第五節　雑則（第三十一条―第三十三条）
- 第四章　緑化地域等 
  - 第一節　緑化地域（第三十四条―第三十八条）
  - 第二節　地区計画等の区域内における緑化率規制（第三十九条）
  - 第三節　雑則（第四十条―第四十四条）
- 第五章　緑地協定（第四十五条―第五十四条）
- 第六章　市民緑地（第五十五条―第五十九条）
- 第七章　緑化施設整備計画の認定（第六十条―第六十七条）
- 第八章　緑地管理機構（第六十八条―第七十三条）
- 第九章　雑則（第七十四条）
- 第十章　罰則（第七十五条―第七十九条）

## 緑地管理協定
この法に基づき、日本初として2009年9月24日松戸市は地権者である地主と「緑地管理協定」を結び、樹木が繁り利用に供することが難しい傾斜地0.8haを市が管理する土地とした。この協定は2009年10月1日から20年間有効で、地主は樹木の伐採をできないものとし保全される。地主は相続税の減免を受けられる。一方、市は年間約250万円の維持や管理の費用をかける。